# Kiesgrube Käppelin
Das Naturschutzgebiet Kiesgrube Käppelin befindet sich östlich benachbart zum Dreiländergarten auf dem Gebiet der Gemeinde Weil am Rhein im Landkreis Lörrach.

## Kenndaten
Das Naturschutzgebiet wurde mit Verordnung des Regierungspräsidiums Freiburg vom 7. März 2003 ausgewiesen und hat eine Größe von 21,7263 Hektar. Es wird unter der Schutzgebietsnummer 3.265 geführt. Der CDDA-Code für das Naturschutzgebiet lautet 318651 und entspricht der WDPA-ID.

## Lage und Beschreibung
Das Naturschutzgebiet Kiesgrube Käppelin befindet sich auf dem Gebiet der Gemeinde Weil am Rhein auf der Gemarkung Weil mit einer Gesamtgröße von rund 22 ha.
Das Naturschutzgebiet, eine ehemalige Kiesgrube, beinhaltet wertvollen Lebensräumen unterschiedlicher Ausprägung wie z. B. Mulden und Tümpeln, Kiesrohböden, Kies- und Schwemmlingsfluren, Ruderalgesellschaften, Gebüsch- und Sukzessionsstadien sowie verschiedenen Rasengesellschaften. Es bietet Lebensraum für eine Vielzahl zum Teil stark gefährdeter Tierarten, insbesondere Vogel- und Amphibienarten und ist Rast- und Überwinterungsgebiet für zahlreiche gefährdete Vogelarten.

## Schutzzweck
Wesentlicher Schutzzweck des Naturschutzgebietes ist die Erhaltung und Entwicklung einer ehemaligen Kiesgrube und ihrer Umgebung als
1. ein Bereich mit wertvollen Lebensräumen unterschiedlicher Ausprägung wie z. B. Mulden und Tümpeln, Kiesrohböden, Kies- und Schwemmlingsfluren, Ruderalgesellschaften, Gebüsch- und Sukzessionsstadien sowie verschiedenen Rasengesellschaften;
2. Lebensraum für eine Vielzahl zum Teil stark gefährdeter Tierarten, insbesondere Vogel- und Amphibienarten;
3. Rast- und Überwinterungsgebiet für zahlreiche zum Teil vom Aussterben bedrohte Vogelarten;
4. bedeutsamer Biotop inmitten eines Ballungsgebietes.

## Arteninventar
Daten sind noch nicht vorhanden.